# ウィルヘルミーナ・クーパー
ウィルヘルミーナ・クーパー（Wilhelmina Cooper ,1939年5月1日 - 1980年3月1日）は、ドイツ人のスーパーモデル。フォードモデルズからキャリアを始め、1967年の人気絶頂時に自らの事務所『ウィルヘルミーナ・モデルズ』をニューヨークで立ち上げた。

## 来歴

### 生い立ち
オランダのクレンボルフにてウィルヘルミーナ・ベーメンブルクとして産まれ、同業仲間の間では「ウィルヘルミーナ」または「ウィリー」の名で知られていた。ドイツのオルデンブルクで育つ。1954年に、家族と共にアメリカ合衆国イリノイ州シカゴへ引越した。

### モデルとしてのキャリア
1950年代から1960年代にかけ、彼女は最も有名なモデルの一人となった。アメリカの『ヴォーグ』誌の表紙を27 - 28回飾ったモデルとしての記録を持っている。

### 結婚そして実業家へ
1965年、ウィルヘルミーナは人気トーク番組『The Tonight Show Starring Johnny Carson』の前制作総指揮だったブルース・クーパーと結婚する。1967年、夫婦はウィルヘルミーナ・モデルズを設立し、フォードモデルズに並ぶ一流モデル事務所として、様々なモデル事務所が設立される時代の先駆けとなった。
ウィルヘルミーナの事務所は、アフリカ系アメリカ人スーパーモデルのナオミ・シムズを育て上げたことで、重要な役割を果たす。ナオミ・シムズは、1960年代半ばにデビューする。しかし、1967年の『ニューヨーク・タイムズ』に登場した際、その容姿は時代の新星であったにもかかわらず、仕事を得る難しさを彼女は痛感した。そこで彼女はウィルヘルミーナに申し入れ、事務所に『ニューヨーク・タイムズ』の紙面のコピーを送ること、そしてこの紙面を使って得られる仕事の歩合を全てウィルヘルミーナが受取れるようになることを伝え交渉した。それから一年もしないうちに、ナオミ・シムズは週に1000ドルを稼ぐモデルとなる。1968年、彼女は『Ladies' Home Journal』の表紙に登場し、その翌年に『Life magazine』の表紙も飾った。

### 死去
1980年3月1日、ウィルヘルミーナ・クーパーはコネチカット州グリニッジのグリニッジ病院にて、肺癌により40歳で死去。

## 大衆文化への影響
- ウィルヘルミーナは1998年に公開された映画『ジーア/悲劇のスーパーモデル』の中で、女優のフェイ・ダナウェイによって演じられている。この映画は、アメリカ人モデル「ジア・キャランジ」がウィルヘルミーナによって見出され、その後エイズによって亡くなる話を描いている。
- アメリカのホームコメディ『アグリー・ベティ』の中で、主人公の敵として登場するウィルミナ・スレイター（演：ヴァネッサ・ウィリアムス）はウィルヘルミーナへの敬意を表して導入された（ウィルヘルミーナは日本人にはウィルミナと聞こえる）。ウィルヘルミーナの呼び名であった『ウィリー』や、彼女自身がモデルから転身して女性実業家として成功した事実が、この登場人物へとそのまま反映されている。

## 日本との関係
2014年、東京にウィルヘルミーナ・モデルズの日本法人であるモデル事務所ウィルヘルミーナ・ジャパンが設立された。